# Charmes (Alta Marna)
Charmes è un comune francese di 155 abitanti situato nel dipartimento dell'Alta Marna nella regione del Grand Est.

## Società

### Evoluzione demografica
Abitanti censiti